# 布伦蒂诺贝卢诺
布伦蒂诺贝卢诺（義大利語：Brentino Belluno），是意大利威尼托大区维罗纳省的一个市镇。总面积26.48平方公里，人口1397人，人口密度52.8人/平方公里（2009年）。国家统计（ISTAT）代码为023013。